# Jaws (computerspel)
Jaws  is een videospel uit 1987. Het spel kwam uit voor de NES en twee jaar later voor de Commodore 64 en Commodore 128. Het spel werd uitgebracht in 1989 en is losjes gebaseerd op Jaws: The Revenge (de vierde film van Jaws). Het doel van het spel is om Jaws te verslaan. De speler bestuurt een boot en moet de oceaan overvaren. Onderweg moet er op gestopt worden zodat duikers kunnen zwemmen om baby haaien, mantas en kwallen te doden en schelpen te vinden. Met de schelpen kan de boot worden geüpgraded. Er is ook een bonuslevel waarbij met een zeevliegtuig kwallen gebombardeerd kunnen worden. 

## Platforms
| jaar | platform  |
| ---- | --------- |
| 1987 | NES       |
| 1989 | C64, C128 |

## Ontvangst
| Beoordeeld door                     | Jaar | Score |
| ----------------------------------- | ---- | ----- |
| NES Player                          | 2001 | 50%   |
| Digital Press - Classic Video Games | 2003 | 50%   |
| NES Archives                        | 2001 | 42%   |
| Digital Press - Classic Video Games | 2003 | 40%   |
| All Game Guide                      | 2007 | 30%   |
| Just Games Retro                    | 2006 | 30%   |
| HonestGamers                        | 2005 | 30%   |
| The Video Game Critic               | 2004 | 25%   |
| Lens of Truth                       | 2009 | 20%   |